# (r)-arnas största hits
r-arnas största hits alternativt (r) Största hittarna är två samlingsalbum utgivna på CD av Kommunistiska Partiet under 1990-talet. Volym nummer ett kom 1995 och volym två 1998.
Skivorna omfattar ett brett musikutbud som framförts på möten och kabaréer arrangerade av Kommunistiska Partiet, men innehåller även framträdanden av, till partiet närstående komiker och liknande. Exempelvis skämtar Claes Malmberg med Sven Wollter i ett framträdande på dåvarande KPML(r):s valupptakt i Göteborgs konserthus 1998 på volym nummer två, och även Kurt Olsson uppträder på samma skiva.
För musikutbudet svarar artister som Fred Åkerström, Dan Berglund, Ola Magnell, Totta Näslund, Viveka Seldahl, Sven Wollter med flera.
Noteras kan också första spåret på andra skivan, som är en ljudupptagning från August Palm-jubileet i Baltiska hallen i Malmö 1981, där Amaltheamannen Anton Nilson talar till August Palm, spelad av Sven Wollter.

## Låtlista
Volym ett (1970–1995)
1. "Hör maskinernas sång" (Del ur tal av Viktor Nilsson som satt i SKP:s första centralkommitté)
2. "Internationalen" (första versen)
3. "Dialektikens lov"
4. "Det är något konstigt med friheten" - Knutna Nävar
5. "Den 30/1 -72" - Fred Åkerström
6. "Mordet i katedralen" - Fred Åkerström
7. "Spring Lasse Spring" - Röda Ropet
8. "Lappen och rocken" - Knutna Nävar
9. "Balladen om Ho Chi Minh" - Knutna Nävar
10. "Johan och Johanna" - Dan Berglund
11. "Våren i Backadalen" - Dan Berglund
12. "Bonden plöjer" - Spartakisterna
13. "Balladen om Brödupproret" - Maria Hörnelius
14. "Förbundet" - Warsjawjanka
15. "Go med" - Röda Ropet
16. "Heja Blåvitt" - Anders Lönnbro & Bodil Mårtensson
17. "Företagsdemokrati" - Harald "Bagarn" Andersson
18. "Botten upp" - Birthe Stridbeck, C-O Ewers, Wiveka Warenfalk, Sven Wollter, Spartacuskören & Valrevyorkestern
19. "Luktitutet" - C-O Ewers
20. "Blindtarmens sång" - Sven Wollter & Valrevyorkestern
21. "Stark som en vind" - Anders Lönnbro, Valrevyorkestern & Spartacuskören

Volym två (1970–1998)
1. "Live från August Palm-jubileet 1981" - Anton Nilson talar till August Palm (Sven Wollter)
2. "Power to the People" - Mats och Spingo med vänner
3. "Bolsjevikvisa" - C-O Ewers och Bruno Bran
4. "Språk" - Kurt Olsson
5. "Dagar i ösregn" - Ola Magnell
6. "African Marketplace" - Piri-Piri
7. "Frige Nelson Mandela" - Yambú
8. "Svenska skådespelare i USA" - Claes Malmberg
9. "En proletärmoders vaggvisor" - Viveca Seldahl och Ingmar "Spingo" Nilsson
10. "För full hals" - Sam Westerberg Band
11. "Luffarvisa" - KAL med vänner
12. "Hur ser Världen ut?" - Kurt Olsson
13. "Södra Libanon" - Kofia
14. "To the children" - Piri-Piri
15. "Que dira el Santo Padre" - Gloria Melin
16. "Italienresan" - Kurt Olsson
17. "Renhållningskantat" - Bruno Bran
18. "Oh Mamae" - Piri-Piri
19. "Monolog ur Cyrano de Bergerac" - Sven Wollter
20. "Det blåser en vind" - Totta Näslund med vänner samt Anton Nilson, "vars ande svävar in på slutet och säger vad vi alla drömmer om..."